# Abadía de Mellifont
La abadía de Mellifont (en inglés: Mellifont Abbey) está construida en el condado de Louth al lado del río Mattock en Irlanda. Se trata del primer monasterio cisterciense construido en Irlanda.

## Historia
La abadía se funda en 1142 por orden de San Malaquías convirtiéndose en un gran lugar de culto sustituyendo de esta forma al vecino Monasterboice. En 1539 la abadía fue cerrada y abandonada. Sirvió de cuartel general a Guillermo de Orange en la batalla del Boyne a finales del siglo XVII.

## Lavatorio

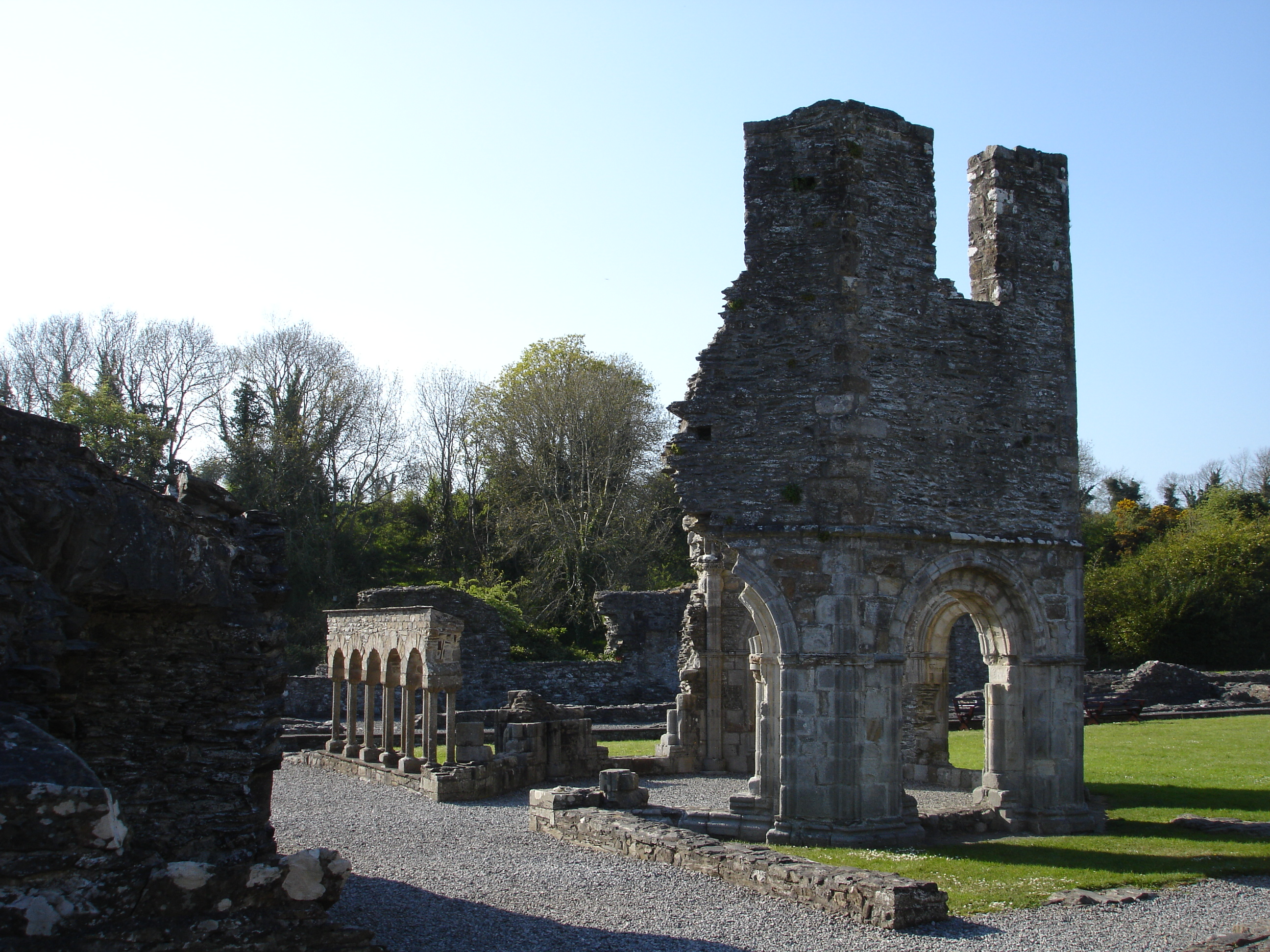
Lavatorio de Mellifont Abbey.

El lavatorio es la pieza más importante de las ruinas de Mellifont. Se trata de un edificio octogonal del que se conservan sólo cuatro de las ocho paredes. De su construcción cabe destacar los arcos de estilo románico.

## Sala capitular
Situada al este del claustro conserva una espléndida bóveda y unos azulejos medievales provenientes de la antigua abadía hoy desaparecida.
- Datos: Q966426
- Multimedia: Mellifont Abbey / Q966426